# Er-Rteb
Er-Rteb (franska: Er-Rteb (CR), Er-Rteb (Commune Rurale), arabiska: شرفاء مدغرة) är en kommun i Marocko.   Den ligger i provinsen Errachidia och regionen Drâa-Tafilalet, i den östra delen av landet, 400 km sydost om huvudstaden Rabat. Antalet invånare är 13 324.